# سينارة حمراء داكنة
سينارة حمراء داكنة (الاسم العلمي: Cinara rubicunda) هي نوع من الحشرات تتبع جنس السينارة من فصيلة المنية.